# 우노시마정
우노시마정(宇島町)은 후쿠오카현 지쿠조군에 있던 정이다. 1935년 4월 1일에 하치야정과 합병해 (편입합병), 하치야정이 되었기 때문에 소멸하였다. 현재의 부젠시의 일부에 해당한다.

## 역사
- 1889년 4월 1일 - 정촌제 시행에 의해 고게군 우노시마촌이 성립하였다.
- 1896년 4월 1일 - 고게군이 쓰이키군과 합병해 지쿠조군에 소속되었다.
- 1935년 4월 10일 - 하치야정에 편입해 우노시마정은 소멸하였다.
- 1955년 4월 10일 - 하치야정과 주변 8촌이 합병해 우노시마시가 성립, 4일뒤에 부젠시로 개칭되었다.